# Енделадзе, Александр Иванович
Александр Иванович Енделадзе (1898 год, Кутаисский уезд, Кутаисская губерния, Российская империя — неизвестно, Маяковский район, Грузинская ССР) — бригадир колхоза имени Бакрадзе Маяковского района, Грузинская ССР. Герой Социалистического Труда (1950).

## Биография
Родился в 1898 году в крестьянской семье в одном из сельских населённых пунктов Кутаисского уезда. С раннего возраста трудился в сельском хозяйстве. В послевоенные годы — бригадир виноградарей в колхозе имени Бакрадзе Маяковского района. За выдающиеся трудовые достижения по итогам 1948 года награждён Орденом Ленина.
В 1949 году бригада под его руководством собрала в среднем с каждого гектара по 102,5 центнера винограда с площади 10,5 гектаров. Указом Президиума Верховного Совета СССР от 5 сентября 1950 года удостоен звания Героя Социалистического Труда за «получение высоких урожаев винограда в 1949 году» с вручением ордена Ленина и золотой медали «Серп и Молот» (№ 5672).
Этим же Указом званием Героя Социалистического Труда были награждены труженики колхоза имени Бакрадзе бригадир Калистрат Фомич Карабаки, звеньевые Манавел Александрович Карабаки и Душико Михайлович Майсурадзе.
После выхода на пенсию проживал в Маяковском районе. Дата смерти не установлена.
Награды
- Герой Социалистического Труда
- Орден Ленина — дважды (09.08.1949; 1950)